# Mistrzostwa Świata w Lekkoatletyce 2019 – rzut młotem mężczyzn
Rzut młotem mężczyzn – jedna z konkurencji technicznych rozgrywanych podczas lekkoatletycznych mistrzostw świata na Stadionie Narodowym Chalifa w Dosze.
Tytułu mistrzowskiego po raz kolejny bronił Paweł Fajdek, a trzeciego miejsca Wojciech Nowicki.

## Terminarz
| Data           | Godzina |                      |
| -------------- | ------- | -------------------- |
| 1 października | 16:30   | Kwalifikacje grupa A |
| 1 października | 18:00   | Kwalifikacje grupa B |
| 2 października | 21:40   | Finał                |

## Rekordy
Tabela prezentuje rekord świata, rekordy poszczególnych kontynentów, mistrzostw świata, a także najlepszy rezultat na świecie w sezonie 2019 przed rozpoczęciem mistrzostw.
|                                                | Zawodnik                | Wynik | Miejsce   | Data                  |
| ---------------------------------------------- | ----------------------- | ----- | --------- | --------------------- |
| Rekord świata                                  | Jurij Siedych           | 86,74 | Stuttgart | 30 sierpnia 1986(dts) |
| Rekord mistrzostw świata                       | Iwan Cichan             | 83,63 | Helsinki  | 8 sierpnia 2005(dts)  |
| Listy światowe                                 | Wojciech Nowicki        | 81,74 | Poznań    | 2 lipca 2019(dts)     |
| Rekord Afryki                                  | Mostafa Hicham Al-Gamal | 81,27 | Kair      | 21 marca 2014(dts)    |
| Rekord Ameryki Południowej                     | Wagner Domingos         | 78,63 | Celje     | 19 czerwca 2016(dts)  |
| Rekord Ameryki Północnej, Środkowej i Karaibów | Lance Deal              | 82,52 | Mediolan  | 7 września 1986(dts)  |
| Rekord Australii i Oceanii                     | Stuart Rendell          | 79,29 | Varaždin  | 6 lipca 2002(dts)     |
| Rekord Azji                                    | Kōji Murofushi          | 84,86 | Praga     | 29 czerwca 2003(dts)  |
| Rekord Europy                                  | Jurij Siedych           | 86,74 | Stuttgart | 30 sierpnia 1986(dts) |

## Minima kwalifikacyjne
Aby zakwalifikować się do mistrzostw, należało wypełnić minimum kwalifikacyjne wynoszące 76,00 (uzyskane w okresie od 1 października 2018 do 23 lipca 2019), z uwagi na małą liczbę zawodników z minimum, kolejnych lekkoatletów zaproszono do występu w mistrzostwach na podstawie lokat na listach światowych.

## Wyniki

### Kwalifikacje
Awans: 76.50 (Q) lub 12 najlepszych rezultatów (q).
| Pozycja | Grupa | Zawodnik                | Państwo                            | Runda  | Runda | Runda | Wynik | Uwagi |
| Pozycja | Grupa | Zawodnik                | Państwo                            | 1      | 2     | 3     | Wynik | Uwagi |
| ------- | ----- | ----------------------- | ---------------------------------- | ------ | ----- | ----- | ----- | ----- |
| 1       | B     | Paweł Fajdek            | Polska                             | 79,24  |       |       | 79,24 | Q     |
| 2       | A     | Wojciech Nowicki        | Polska                             | 77,89  |       |       | 77,89 | Q     |
| 3       | A     | Quentin Bigot           | Francja                            | 77,44  |       |       | 77,44 | Q     |
| 4       | B     | Rudy Winkler            | Stany Zjednoczone                  | 76,00  | 74,03 | 77,06 | 77,06 | Q     |
| 5       | A     | Javier Cienfuegos       | Hiszpania                          | 74, 87 | 75,06 | 76,90 | 76,90 | Q     |
| 6       | B     | Bence Halász            | Węgry                              | 76,90  |       |       | 76,90 | Q     |
| 7       | B     | Mychajło Kochan         | Ukraina                            | x      | 76,56 |       | 76,56 | Q     |
| 8       | B     | Eivind Henriksen        | Norwegia                           | 76,21  | 75,48 | 76,46 | 76,46 | q     |
| 9       | A     | Jewgienij Korotowski    | Autoryzowani lekkoatleci neutralni | 74,96  | 75,90 | 76,36 | 76,36 | q     |
| 10      | A     | Nick Miller             | Wielka Brytania                    | x      | 76,36 | x     | 76,36 | q     |
| 11      | A     | Hleb Dudarau            | Białoruś                           | 71,74  | 75,38 | 76,28 | 76,28 | q     |
| 12      | A     | Aszraf Amdżad as-Sajfi  | Katar                              | 72,38  | 76,22 | x     | 76,22 | q     |
| 13      | B     | Michail Anastasakis     | Grecja                             | 72,75  | 73,62 | 75,07 | 75,07 |       |
| 14      | B     | Conor McCullough        | Stany Zjednoczone                  | 74,26  | 74,88 | 72,82 | 74,88 |       |
| 15      | B     | Zachar Machrosienka     | Białoruś                           | 71,74  | 73,08 | 74,80 | 74,80 |       |
| 16      | B     | Serghei Marghiev        | Mołdawia                           | 74,15  | 74,25 | 74,28 | 74,28 |       |
| 17      | A     | Gabriel Kehr            | Chile                              | 73,99  | 73,80 | 71,79 | 73,99 |       |
| 18      | B     | Marcel Lomnický         | Słowacja                           | 73,51  | 73,01 | x     | 73,51 |       |
| 19      | B     | Dienis Łukjanow         | Autoryzowani lekkoatleci neutralni | 71,41  | 71,93 | 73,47 | 73,47 |       |
| 20      | B     | Özkan Baltacı           | Turcja                             | 73,19  | 72,68 | x     | 73,19 |       |
| 21      | A     | Diego del Real          | Meksyk                             | 71,90  | 73,15 | 71,62 | 73,15 |       |
| 22      | A     | Krisztián Pars          | Węgry                              | 72.69  | 72,36 | 73.05 | 73.05 |       |
| 23      | A     | Christos Franddzeskakis | Grecja                             | 72,96  | x     | 72,81 | 72,96 |       |
| 24      | A     | Daniel Haugh            | Stany Zjednoczone                  | x      | 68,52 | 72,85 | 72,85 |       |
| 25      | B     | Humberto Mansilla       | Chile                              | 71,71  | x     | 72,68 | 72,68 |       |
| 26      | B     | Roberto Sawyers         | Kostaryka                          | x      | 70,58 | 72,41 | 72,41 |       |
| 27      | A     | Serhij Perewoznykow     | Ukraina                            | x      | 72,16 | 72,26 | 72,26 |       |
| 28      | B     | Alberto González        | Hiszpania                          | 71,69  | 71,59 | x     | 71,69 |       |
| 29      | A     | Serhij Reheda           | Ukraina                            | x      | x     | 71,28 | 71,28 |       |
| 30      | A     | Mostafa Hicham Al-Gamal | Egipt                              | 68,99  | 70,45 | 68,16 | 70,45 |       |
| 31      | A     | Joaquín Gómez           | Argentyna                          | 70,07  | 70,17 | 68,40 | 70,17 |       |

### Finał
| Pozycja | Zawodnik               | Państwo                            | Runda | Runda | Runda | Runda | Runda | Runda | Wynik | Uwagi |
| Pozycja | Zawodnik               | Państwo                            | 1     | 2     | 3     | 4     | 5     | 6     | Wynik | Uwagi |
| ------- | ---------------------- | ---------------------------------- | ----- | ----- | ----- | ----- | ----- | ----- | ----- | ----- |
| 01 !    | Paweł Fajdek           | Polska                             | 79,34 | 80,16 | 79,37 | 80,50 | x     | x     | 80,50 |       |
| 02 !    | Quentin Bigot          | Francja                            | 76.34 | 78.06 | 77.89 | 78.19 | x     | 74.87 | 78.19 | SB    |
| 03 !    | Bence Halász           | Węgry                              | 78.18 | x     | x     | x     | 73.76 | x     | 78.18 |       |
| 03 !    | Wojciech Nowicki       | Polska                             | 76.25 | 76.50 | x     | 77.42 | x     | 77.69 | 77.69 | ,     |
| 5       | Mychajło Kochan        | Ukraina                            | 74.52 | 72.58 | 75.83 | 76.21 | 77.39 | 76.50 | 77.39 | PB    |
| 6       | Eivind Henriksen       | Norwegia                           | 76.03 | x     | 77.38 | x     | 75.36 | 77.07 | 77.38 |       |
| 7       | Javier Cienfuegos      | Hiszpania                          | 73.25 | 74.73 | 76.00 | 76.57 | 76.01 | 74.64 | 76.57 |       |
| 8       | Hleb Dudarau           | Białoruś                           | 75.45 | 74.36 | 76.00 | 74.30 | 74.46 | 75.34 | 76.00 |       |
| 9       | Aszraf Amdżad as-Sajfi | Katar                              | 75.28 | 75.41 | 75.09 |       |       |       | 75.41 |       |
| 10      | Nick Miller            | Wielka Brytania                    | 75.31 | x     | x     |       |       |       | 75.31 |       |
| 11      | Rudy Winkler           | Stany Zjednoczone                  | 74.42 | 75.20 | 73.47 |       |       |       | 75.20 |       |
| 12      | Jewgienij Korotowski   | Autoryzowani lekkoatleci neutralni | x     | 74.64 | 75.14 |       |       |       | 75.14 |       |